# 釜屋村 (石川県)
釜屋村（かまやむら）は石川県能美郡にあった村。現在の能美市の西端、日本海沿岸、北陸本線能美根上駅の西方一帯にあたる。

## 地理
- 海洋 ： 日本海

## 歴史
- 1889年（明治22年）4月1日 - 町村制の施行により、吉原釜屋村、山口釜屋村及び浜村の区域をもって、釜屋村が発足する。
- 1907年（明治40年）8月5日 - 福江村、江ノ島村及び釜屋村が合併して、根上村が発足する。

## 交通

### 鉄道路線
後に北陸本線の能美根上駅、北陸鉄道能美線の新寺井駅が所在したが、当時は未開業。

### 
現在は旧村域を北陸自動車道が通過するが、当時は未開通。